# 陈晓光 (1955年)
陈晓光（1955年5月—），吉林梨树人，中华人民共和国政治人物，原副国级领导人，曾任第十二届及第十三届全国政协副主席。吉林工业大学（现吉林大学）农业机械工程系农业机械专业毕业，研究生学历，工学博士学位，教授。

## 生平
1973年6月参加工作，在吉林省梨树县当鹿场工人。1978年进入吉林工业大学农业机械工程系农业机械专业学习，1982年就读硕士研究生。1985年在长春汽车工业高等专科学校当教师，1989年3月获得吉林工业大学获得工学博士学位。毕业后留校任农业机械工程系副主任。1992年2月加入中国民主同盟。1993年晋升为教授，1994年任吉林工业大学农机学院副院长。1996年任吉林工业大学农机学院院长，被评为博士生导师。
1997年，42岁的陈晓光进入政坛，任民盟吉林省副主委、长春市人民政府副市长。2002年任吉林省人民政府副秘书长、办公厅副主任。2003年1月任吉林省人民政府副省长、民盟吉林省委主委，晋升副部级。2007年12月，在民盟十届一中全会上，他出任民盟中央副主席的职务。2008年起担任全国人大代表。2012年12月当选民盟中央常务副主席，2013年3月11日当选第十二届全国政协副主席。2018年1月，当选第十三届全国政协委员。2022年12月，不再担任民盟中央常务副主席职务。